# Flight International
Flight International ou Flight, é uma revista semanal de publicação aeroespacial fundada no Reino Unido, em 1909. É a mais antiga revista de aviação ainda em circulação do mundo.  Possui uma equipe de correspondentes ao redor do mundo, que cobrem vários aspectos da produção aeroespecial e aviação operacional, abrangendo áreas como a aviação, negócios aeronáuticos, militar, aviação geral e viagem espacial. Suas publicações possuem suas famosas ilustrações em cutaway, testes de voo de novas aeronaves, relatórios de desempenho e análise de cada setor.